# 博德里库尔 (加来海峡省)
博德里库尔（法語：Beaudricourt，法語發音：[bodʁikuʁ]）是法国上法蘭西大區加来海峡省的一个市镇，属于阿拉斯区。

## 地理
博德里库尔（50°14'53"N, 2°24'29"E）面积4.58 平方千米，位于法国上法蘭西大區加来海峡省，该省份为法国北部沿海省份，西北濒北海，南至索姆省，东临北部省。
与博德里库尔接壤的市镇（或旧市镇、城区）包括：贝朗库尔勒科鲁瓦、伊韦尔尼、叙圣莱热、埃斯特雷瓦曼。

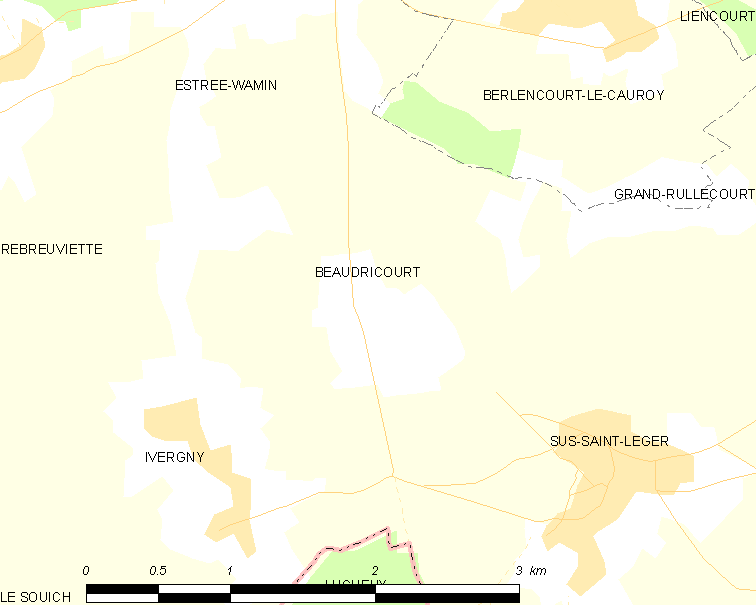
的OSM定位图

博德里库尔的时区为UTC+01:00、UTC+02:00（夏令时）。

## 行政
博德里库尔的邮政编码为62810，INSEE市镇编码为62091。

## 政治
博德里库尔所属的省级选区为阿韦讷勒孔特县。

## 人口

1962-2008年间人口变化图示

博德里库尔于2022年1月1日时的人口数量为98人。